# Oreocnide frutescens
Oreocnide frutescens är en nässelväxtart. Oreocnide frutescens ingår i släktet Oreocnide och familjen nässelväxter.

## Underarter
Arten delas in i följande underarter:
- O. f. frutescens
- O. f. insignis
- O. f. nivea
- O. f. occidentalis

## Bildgalleri

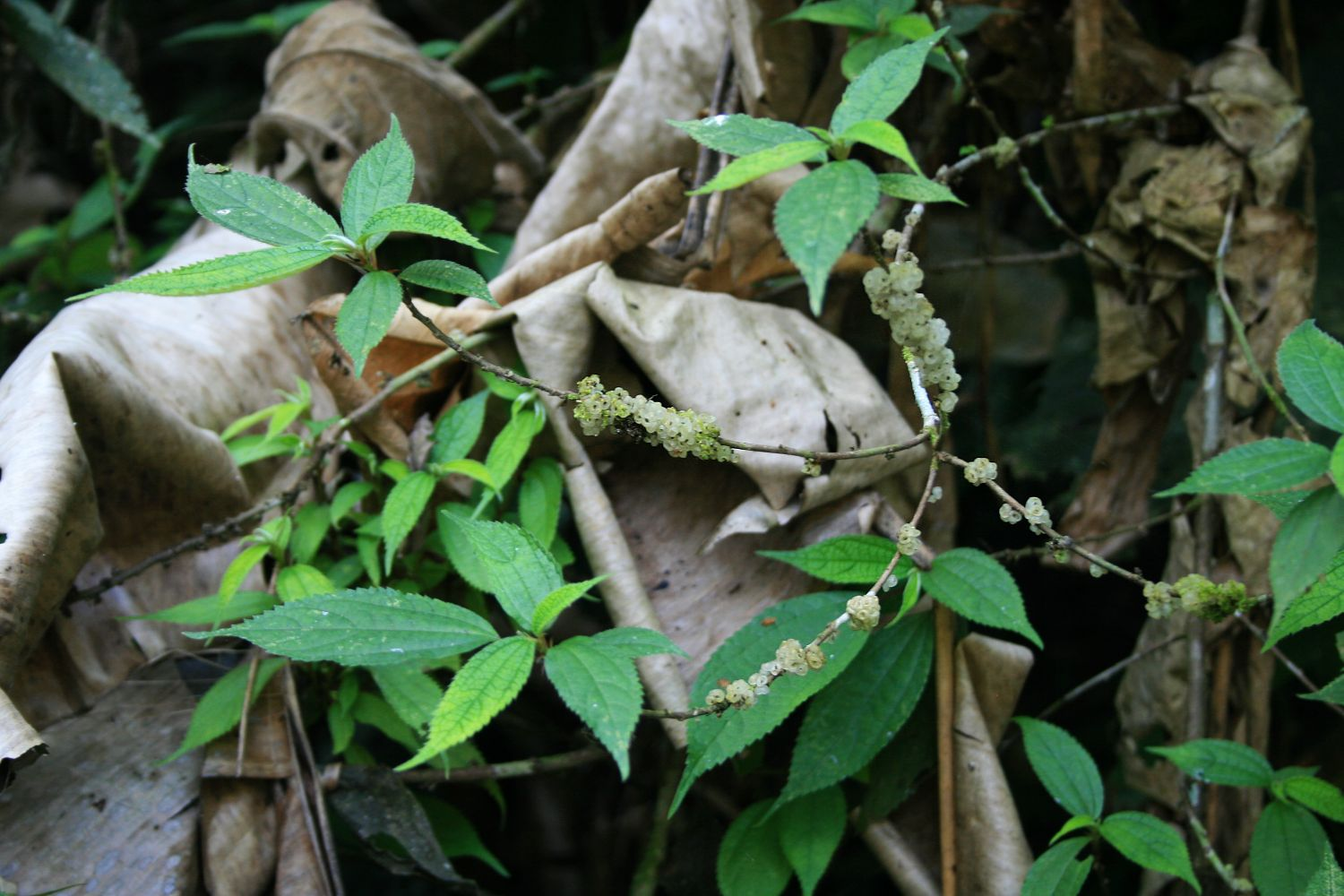